# راننده تاکسی (فیلم ایتالیایی)
راننده تاکسی با نام اصلی تاکسی گرل (انگلیسی: Taxi Girl) یک کمدی سکسی سبک ایتالیایی به کارگردانی میکله ماسیمو تارنتینی است که در سال ۱۹۷۷ منتشر شد.

## بازیگران
- ادویژ فنش
- آلدو ماچونه
- میکله گامینو
- جانفرانکو دانجلو
- آلوارو ویتالی
- جورج هیلتون
- انتسو کاناواله
- جاکومو ریتسو
- گاستونه پسکوچی
- روسانا دی لورنتسو
- فرانکو دیوجنه
- فرانکا اسکانیه‌تی
- انتسو لیبرتی
- آدریانا فاکتی
- توماس رودی